# Deu dies que trasbalsaren el món
Deu dies que trasbalsaren el món és una obra escrita pel periodista nord-americà John Reed el 1919 en el qual relata les seues experiències viscudes durant la Revolució d'Octubre de 1917.
Se n'han fet diversos treballs i un documental de propaganda de la Unió Soviètica on s'exposa la visió que va tenir el prestigiós periodista sobre aquells fets. L'autor va seguir de prop alguns líders bolxevics com Grigori Zinóviev i Karl Radek. John Reed va morir el 1920, poc després d'acabar el llibre, i va ser enterrat al Kremlin de Moscou.